# Thomas Macklin
Thomas Macklin (vers 1752-1753 - Londres, 25 octobre 1800), est un graveur et marchand de tableau britannique.

## Biographie
Macklin épouse Hannah Kenting en 1777 et commence une entreprise d'impression à Londres en 1779. Dès la première année, il vend 7 000 exemplaires d'une impression du contre-amiral Richard Kempenfelt. En 1781, il hérite de 20 000 livres et spécule sur le marché de l'imprimerie.
Il est surtout célèbre pour sa galerie de poètes, projet qu'il annonce le 1er janvier 1787. Il s'engage alors à produire cent peintures illustrant des célèbres poèmes anglais qu'il publie mensuellement sous forme de gravures entre 1790 et 1795. Il organise également une exposition annuelle à Pall Mall. Cependant, la guerre avec la France frêne les bénéfices, les copies ne pouvant passer la Manche et son partenaire, Edward Rogers, meurt. Le projet a néanmoins permis des peintures de Joshua Reynolds, Henry Fuseli, Thomas Gainsborough, John Opie, Angelica Kauffmann, Thomas Stothard, William Hamilton ou Francis Wheatley, qui ont pour la plupart été gravées par Francesco Bartolozzi.
Deux ans après le début de sa galerie de poètes, Macklin entreprend de publier une bible illustrée en plusieurs volumes pour promouvoir l'école anglaise de peinture et de gravure et la religion. Une nouvelle typographie et un nouveau type de papier sont alors conçus pour le travail. La Bible en son état final comporte soixante-dix plaques gravées, dont seize de Philippe-Jacques de Loutherbourg. Un grand nombre des artistes ayant participé à la galerie des poètes a travaillé sur le projet de la Bible. 703 personnes en prennent l'abonnement, dont George III. Le projet de la Bible de Macklin coûte cher : il paye ainsi à Reynolds 500 livres sterling pour sa Sainte Famille et le coût total est estimé à 30 000 livres sterling. Pour réaliser ce projet, il est obligé en 1797 de vendre une partie des peintures de la galerie des poètes par tirage au sort.
Macklin est mort le 25 octobre 1800, cinq jours après la production de la dernière grande gravure de la Bible. Les vignettes n'ont été terminées que six semaines plus tard. Selon le Dictionary of National Biography, « [t]he Macklin Bible endures as the most ambitious edition produced in Britain, often pirated but never rivalled » (la Bible de Macklin est l'édition la plus ambitieuse produite en Grande-Bretagne, souvent piratée mais jamais égalée).

## Galerie

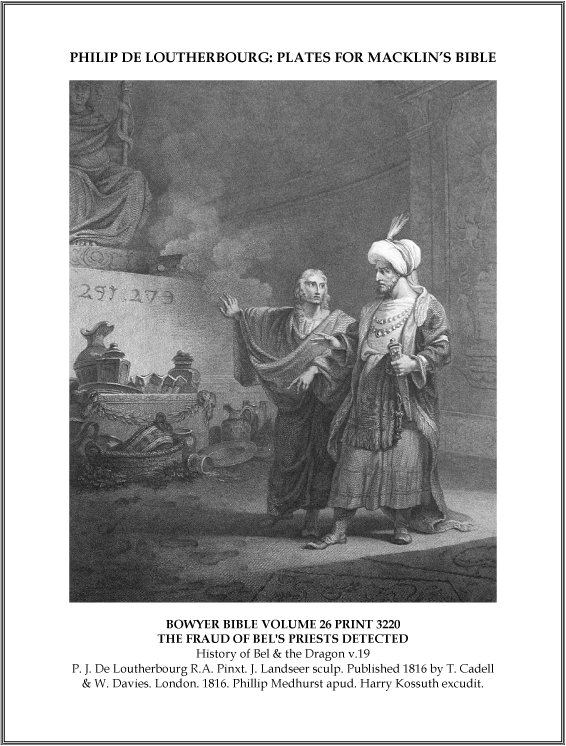
Gravure de la Bible Macklin de Philippe-Jacques de Louthenbourg : Découverte de la supercherie des prêtres de Bel.
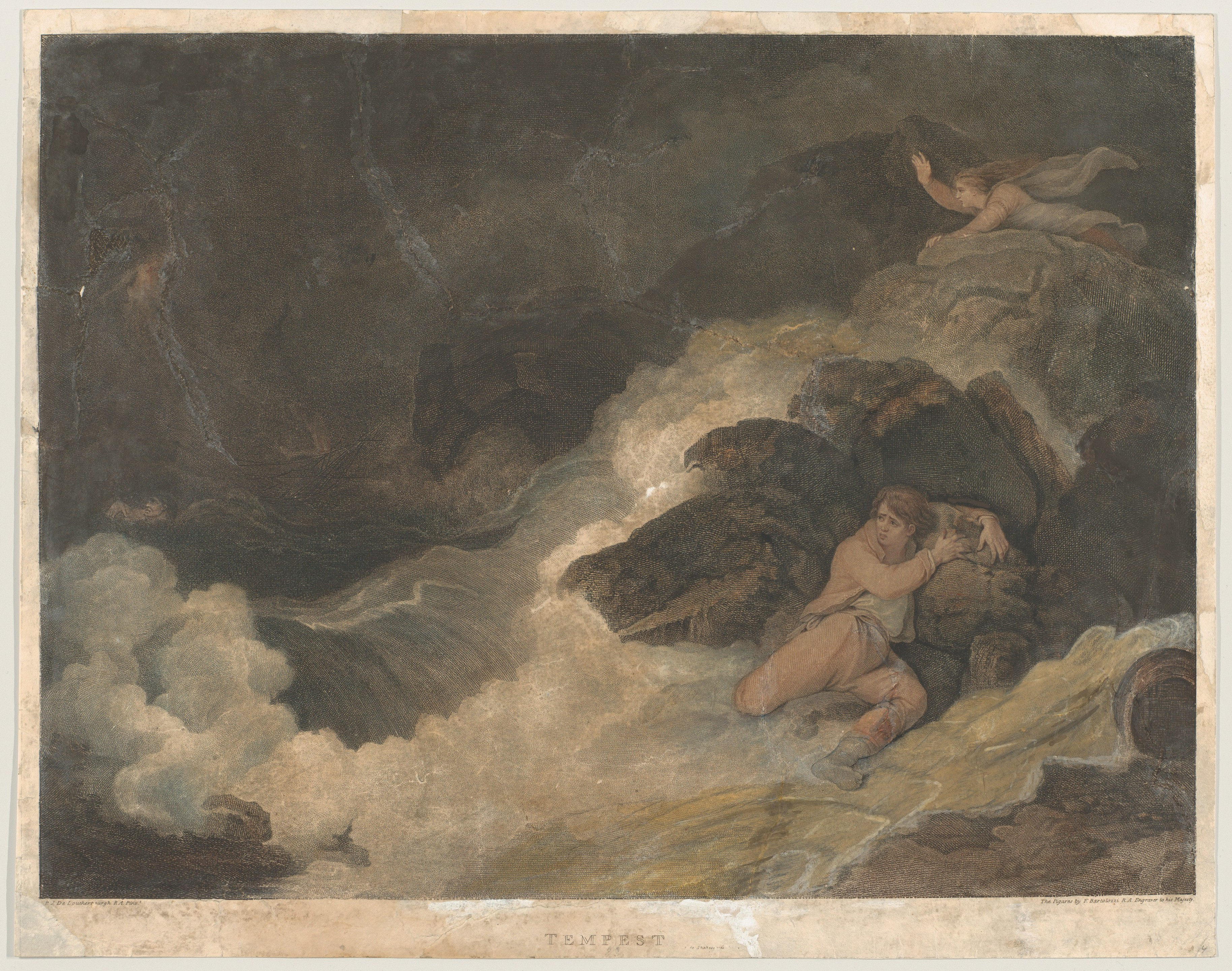
Gravure pour La Tempête de William Shakespeare pour la Galerie des poètes.
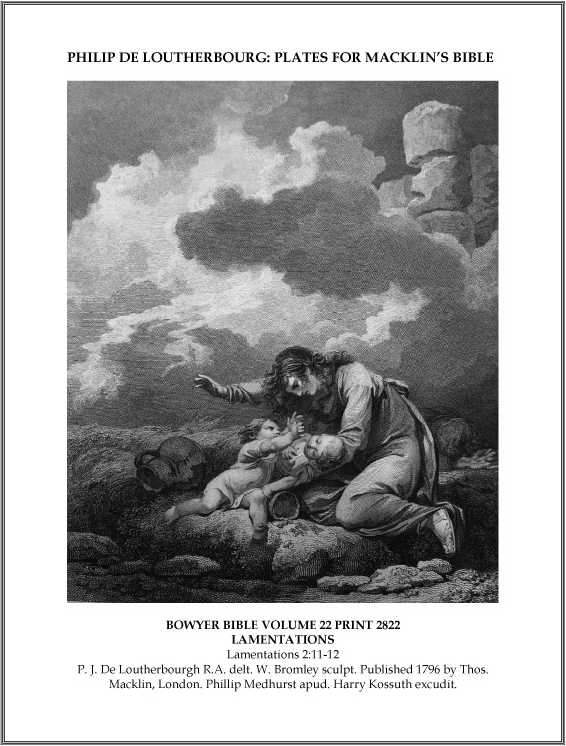
Gravure de Loutherbourg, Lamentations de Jérémie pour la Bible Macklin.